# Ruellia anaticollis
Ruellia anaticollis är en akantusväxtart som beskrevs av Raymond Benoist. Ruellia anaticollis ingår i släktet Ruellia och familjen akantusväxter. Inga underarter finns listade i Catalogue of Life.